# Benzalchloride
Benzalchloride is een gechloreerde organische verbinding met als brutoformule C7H6Cl2. De stof komt voor als een kleurloze vloeistof met een scherpe geur. Ze is vrijwel onoplosbaar in water.

## Synthese
Benzalchloride werd in 1848 voor het eerst bereid door de Franse scheikundige Auguste Cahours (1813-1891). Het wordt gevormd door reactie tussen benzaldehyde en fosforpentachloride of -bromide.
Tegenwoordig wordt benzalchloride bereid door de reactie van vloeibaar tolueen met chloor. De reactieomstandigheden moeten zodanig zijn dat de chlorering gebeurt op de zijketen en niet op de benzeenring van tolueen. De reactie gebeurt bij verhoogde temperatuur en onder invloed van actinisch licht. De reactie verloopt via vrije radicalen in een kettingreactie. Het reactiemechanisme bestaat uit 3 fasen: initiatie, propagatie en terminatie.
Tijdens de initiatie treedt vorming van vrije radicalen op: het licht splitst de chloormoleculen in twee chloorradicalen:
{\displaystyle \mathrm {Cl_{2}\ \longrightarrow \ 2\ Cl^{.}} }
Een vrij chloorradicaal is zeer reactief en botst met een tolueenmolecule. Daardoor zal er een waterstofatoom afgesplitst worden en wordt een molecule waterstofchloride gevormd, terwijl het tolueenmolecule geradicaliseerd wordt:
{\displaystyle \mathrm {Cl^{.}\ +\ C_{7}H_{8}\ \longrightarrow \ C_{7}H_{7}^{.}\ +\ HCl} }
Dit tolueenradicaal kan op zijn beurt reageren met een molecule dichloor, waardoor er een molecule benzylchloride ontstaat en een nieuw chloorradicaal:
{\displaystyle \mathrm {C_{7}H_{7}^{.}\ +\ Cl_{2}\longrightarrow \ C_{7}H_{7}Cl\ +\ Cl^{.}} }
Dit benzylchloride kan op dezelfde manier in een radicaal omgezet worden door botsing met een chloorradicaal en vervolgens tot benzalchloride. Benzalchloride kan op dezelfde wijze omgezet worden tot benzotrichloride.
De kettingreactie stopt tijdens de terminatiestap wanneer twee radicalen met elkaar reageren, zoals bijvoorbeeld:
{\displaystyle \mathrm {C_{7}H_{7}^{.}\ +\ Cl^{.}\longrightarrow \ C_{7}H_{7}Cl} }
Om de vorming van vrije radicalen te bevorderen kan men fosforverbindingen of peroxiden aan het reactiemengsel toevoegen.

## Toepassingen
Benzalchloride wordt vooral gebruikt om door hydrolyse benzaldehyde te bereiden:
{\displaystyle \mathrm {C_{7}H_{6}Cl_{2}\ +\ H_{2}O\longrightarrow \ C_{7}H_{6}O\ +\ 2\ HCl} }

## Toxicologie en veiligheid
Benzalchloride is zeer irriterend voor de ogen, de huid en de luchtwegen. De stof is waarschijnlijk kankerverwekkend voor de mens.
De dampen kunnen explosieve mengsels vormen in de lucht (explosiegrenzen: 1,1-11 volumeprocent).